# Крутой парень (фильм, 1942)
«Крутой парень» (англ. The Big Shot) — фильм нуар режиссёра Льюиса Сейлера, который вышел на экраны в 1942 году.
Фильм рассказывает о профессиональном преступнике «Дюке» Бёрне (Хамфри Богарт), которому после выхода на свободу не удаётся найти место в обычной жизни. Вскоре на него выходит глава преступной группы, который рассчитывает с его помощью провернуть ограбление инкассаторской машины. Женой главаря оказывается бывшая возлюбленная Дюка Лорна Флеминг (Айрин Мэннинг), которая отговаривает его от преступления, и некоторое время спустя они вместе подаются в бега, преследуемые как бандитами, так и полицией.
Фильм является переходным в карьере Богарта, сочетая в себе элементы гангстерских фильмов Warner Bros., в которых он снимался в 1930-х годы, с элементами фильмов нуар, таких как «Высокая Сьерра» (1941). В целом, несмотря на качественную постановку и хорошую актёрскую игру, фильм считается малозначимой работой в карьере Богарта.

## Сюжет
В палате тюремного госпиталя 40-летний умирающий гангстер Джозеф «Дюк» Бёрн (Хамфри Богарт) рассказывает начальнику тюрьмы Буту (Майнор Уотсон) и двум благодарным ему молодым людям, Джорджу Андерсону (Ричард Трэвис) и Рут Картер (Сьюзан Питерс), историю своего недавнего прошлого:
После того, как Дюк был уже трижды осуждён в общей сложности на 20 лет, по законам штата его следующий приговор станет пожизненным. Потому, выйдя из тюрьмы, он решает вести честную жизнь. Однако человеку с его криминальным прошлым практически невозможно устроиться на работу, кроме того, он постоянно ощущает недоверие к себе и жёсткий контроль со стороны полиции. В итоге в течение нескольких месяцев Дюк опускается по социальной лестнице всё ниже и остаётся практически без средств к существованию. Однажды, когда Дюк сидит в кафе, к нему подходит пара знакомых преступников, Френчи (Джо Даунинг) и Сандер (Говард да Сильва). Зная его богатый опыт, они предлагают Дюку возглавить ограбление, которое спланировал богатый адвокат Мартин Т. Флеминг (Стэнли Риджес). Поначалу Дюк отказывается от предложения, но некоторое время спустя приходит в офис Флеминга, чтобы получить информацию из первых рук. Во время разговора Флеминг представляет ему свою жену Лорну (Айрин Мэннинг), с которой, как выясняется, Дюк был знаком до того, как попал в тюрьму. Флеминг однако не знает, что Дюка и Лорн связывали также романтические отношения. После обсуждения долей, которые получит каждый, Дюк соглашается пойти на ограбление. В кафе он снова встречается с Френчи и Сандером, после чего берётся за разработку плана ограбления инкассаторской машины.
Накануне ограбления Лорна навещает Дюка, умоляя его не ввязываться в это дело и обещая вернуться к нему. Как выясняется, пять лет назад Лорна ушла от Дюка после того, как он вопреки её уговорам пошёл на ограбление, в результате оказавшись в тюрьме. Лорна рассказывает Дюку, что вышла замуж за Флеминга после того, как он спас от тюрьмы её отца, врача, который подрабатывал лечением преступников. Под впечатлением от разговора с Лорной Дюк меняет решение и не приходит в условленное место, чтобы принять участие в ограблении. Не дождавшись Дюка, бандиты отправляются на дело втроём. На своей машине они перекрывают путь инкассаторскому броневику, и врываются в кабину водителя, пытаясь добраться до хранилища с деньгами, однако не успевают это сделать. Инкассаторы вступают с бандитами в перестрелку, и вскоре на шум выстрелов приезжают полицейские. В ходе дальнейшей перестрелки смертельное ранение получает один полицейский, а двух бандитов убивают наповал. Лишь Френчи, который берёт в заложники случайную прохожую миссис Миггс (Вирджиния Сейл), удаётся бежать. Сбежавшего преступника никто не успел опознать, и полиция предполагает, что это мог быть Дюк. В ходе допроса миссис Миггс ей предъявляют фотографию Дюка, однако она не может уверенно опознать его как взявшего её в заложники. Лишь под давлением полицейских она заявляет, что это был Дюк. Узнав, что его подозревают в соучастии в ограблении, Дюк приезжает к Лорне в поисках Флеминга, который, как выясняется, уехал из города. Лорна говорит, что готова пойти в полицию и подтвердить алиби Дюка, который провёл ночь ограбления вместе с ней. Однако Дюк не хочет вмешивать её в это дело, так как это может быть разрушительно и опасно для её жизни. Вместо этого Дюк хочет, чтобы ему обеспечил алиби Флеминг. При встрече с адвокатом Дюк угрожает раскрыть роль того в ограблении, взамен требуя обеспечить ему надёжное алиби. Флеминг находит молодого торговца автомобилями Джорджа Андерсона, который собрался жениться и остро нуждается в деньгах. Они договариваются, что Джордж подтвердит в суде, что во время ограбления он ездил на тест-драйв вместе с Дюком, который хотел купить автомобиль.
Обсудив с Джорджем его показания, Дюк самостоятельно направляется в полицейский участок и сдаётся властям. Однако перед началом суда, Френчи, который невзлюбил Дюка, звонит Флемингу и сообщает ему, что ночь ограбления Дюк провёл в компании Лорны. Флеминг, который является адвокатом Дюка, решает отомстить и Дюку, и Лорне. В ходе процесса, после того, как Джордж уже дал показания, обеспечивающие Дюку алиби, прокурор после тайной наводки Флеминга приглашает в качестве свидетеля Рут Картер, невесту Джорджа, которая заявляет, что всю ночь ограбления Джордж провёл вместе с ней. Это разрушает алиби Дюка, и в итоге его приговаривают к пожизненному заключению за ограбление, в котором он не участвовал. Джордж же получает три года на лжесвидетельство. Дюк и Джордж оказываются с одной тюрьме, при этом Джордж вскоре получает работу шофёра начальника тюрьмы. Некоторое время спустя Рут приходит на свидание к Джорджу, передавая через него послание от Лорны, которая сообщает, что ушла от Флеминга. После этого Дюк решает бежать, чтобы быть вместе с Лорной. Он договаривается с одним из заключённых Квинто (Мюррей Альпер), который вскоре выходит на свободу, чтобы тот переправил ему в тюрьму крюк, верёвку и другие приспособления, необходимые для побега. Всё это Квинто должен прикрепить к днищу автомобиля начальника тюрьмы, когда тот привезёт его жену и дочь в соседний универмаг. После совершения этой операции Джордж по возвращении в тюрьму жалуется на проблемы с автомобилем. Дюк, который берётся за ремонт, извлекает спрятанные под днищем автомашины предметы. После этого Дюк договаривается с заключённым артистом по прозвищу Танцор (Чик Чандлер), чтобы тот устроил Дюка осветителем на ближайшее эстрадное шоу, которое организовано силами находящихся в тюрьме артистов. Во время выступления Танцора Дюк устраивает короткое замыкание, в результате чего во всём блоке гаснет свет. Воспользовавшись неразберихой, Дюк и Танцор выскакивают на улицу, забирают крюк и верёвку, после чего устремляются к тюремной стене. Джордж, видя их попытку побега, пытается их остановить, однако они оглушают его и бегут к тюремной стене. К этому моменту уже включена сирена, и охранники приведены в состояние боевой готовности. Когда Танцор по верёвке карабкается на стену, надзиратели с вышки пулемётной очередью расстреливают его. Однако Дюку, который лезет вслед за ним, удаётся перебраться через стену, за которой его ожидает Лорна на автомобиле. На территории тюрьмы, несмотря на заверения Джорджа, что он не пытался бежать, его задерживают как участника побега, а после того, как один из надзирателей умирает, его также обвиняют в соучастии в убийстве.
После побега Дюк и Лорна скрываются в уютном горном домике, где счастливо проводят несколько дней. Тем временем Кенто, который должен был увезти Дюка от тюремной стены, но не сделал этого, приходит к Флемингу. Угрожая разоблачением его жене, которая участвовала в подготовке побега, Кенто требует у адвоката денег. Однако Флеминг заявляет, что Лорна ему больше не жена. В свою очередь Флеминг угрожает разоблачением Кенто, если тот не скажет ему, куда он должен был отвезти Дюка. Получив адрес Дюка, Флеминг направляет по его следу полицию. Узнав из радионовостей о том, что полиция обвинила Джорджа в попытке побега и убийстве, Дюк опасается, что скоро выйдут и на него. Он решает, что им надо срочно бежать в Канаду, где начать под другими именами новую жизнь. Они быстро собирают чемоданы и выходят из дома как раз в тот момент, когда к дому подъезжает полиция. Дюк и Лорна успевают сесть в автомобиль, после чего начинается погоня по извилистой и скользкой заснеженной горной дороге, в ходе которой машины не раз заносит в сугробы, а полицейские на мотоциклах вылетают с дороги в глубокий снег. Полицейские открывают огонь, и в какой-то момент одна из пуль попадает в Лорну. Не замечая этого, увлечённый гонкой Дюк продолжает гнать машину, однако когда ему удаётся оторваться от полиции и спрятаться, он замечает, что Лорна мертва.
Дюк приезжает к Флемингу, понимая, что это он пустил полицию по их следу. Держа адвоката на мушке, Дюк звонит по телефону в полицию, намереваясь сдать адвоката за попытку ограбления. В этот момент Флеминг выхватывает оружие и стреляет в Дюка, а тот стреляет в ответ. В результате Флеминг убит на месте, а Дюк смертельно ранен. Его доставляют в тюремный госпиталь, где он успевает снять все обвинения с Джорджа, после чего умирает в больничной кровати.

## В ролях
- Хамфри Богарт — Джозеф «Дюк» Берн
- Айрин Мэннинг — Лорна Флеминг
- Ричард Трэвис — Джордж Андерсон
- Сьюзан Питерс — Рут Картер
- Стэнли Риджес — Мартин Т. Флеминг
- Майно Уотсон — начальник тюрьмы Джордж Бут
- Чик Чандлер — Фрэнк «Танцор» Смит
- Джо Даунинг — Френчи
- Говард да Сильва — Сандор
- Мюррей Алпер — Квинто
- Роланд Дрю — Фэй
- Джон Риджли — Тим
- Джо Кинг — прокурор Туи
- Джон Хэмилтон — судья
- Вирджиния Бриссак — миссис Бут
- Вирджиния Сейл — миссис Миггс

## Создатели фильма и исполнители главных ролей
Льюис Сейлер начал свою карьеру в кинорежиссёра в 1923 году, поставив вплоть до 1958 года 90 фильмов. Наиболее успешный творческий период Сейлера приходится на период работы на студии Warner Bros, когда он поставил такие фильмы с участием Хамфри Богарта, как «Криминальная школа» (1938), «Король преступного мира» (1939), «Преступление тебе с рук не сойдёт» (1939) и «Это всё сбылось» (1940). Он также известен постановкой нескольких немых вестернов с Томом Миксом и суровым военным фильмом «Дневник Гуадалканала» (1943), который произвела студия Twentieth Century Fox.
Как далее пишет историк кино Джеймс Стеффен, «Крутой парень» (1942) был «последним настоящим гангстерским фильмом в карьере Богарта». Перед этой картиной Богарт сыграл в фильмах «Высокая Сьерра» (1941) и «Мальтийский сокол» (1941), роли в которых, по словам Стеффена, «дали Богарту возможность засиять как актёру и обеспечили ему статус одной из величайших звёзд 1940-х годов». Однако, как отмечает историк кино Хэл Эриксон, хотя благодаря «Мальтийскому соколу» Богарт был повышен до уровня актёров категории А, «это не означало, что он был полностью освобождён от таких малых фильмов категории В, как „Крутой парень“». По мнению кинокритика Стюарта Гелбрейта, среди всех фильмов, в которых Хамфри Богарт сыграл в годы, когда он был главной звездой на Warner Bros, а это примерно с «Высокой Сьерры» (1941) до «Ки-Ларго» (1948), «фильм „Крутой парень“ (1942) является одним из наименее известных». Это был последний фильм, в котором Богарт сыграл гангстера на своей родной студии Warner Bros. Позднее он сыграет гангстера ещё только один раз — в фильме «Часы отчаяния» (1955) на студии y Paramount Pictures.
Исполнительница главных ролей Айрин Мэннинг начала свою кинокарьеру в 1936 году на студии Republic Pictures под именем Хоуп Мэннинг (англ. Hope Manning), сыграв в вестерне «Старый корраль» (1936) с Джином Отри. Однако, по словам Стеффена, «её реальной силой была сцена, особенно, музыкальный театр». Перейдя на студию Warner Brothers в 1940-е годы, она сразу же сыграла памятную роль в мюзикле «Янки Дудл Дэнди» (1942). Вскоре она сыграла главные роли в мюзиклах «Песня пустыни» (1943) и «Сияй урожайная луна» (1944), и в комедиях военного времени «Голливудская лавка для войск» (1944) и «Девушки военного времени» (1944). Вторую половину десятилетия Мэннинг провела на сцене в Англии, где даже недолго вела телешоу на BBC под названием «Американка в Англии», а затем вернулась в Америку.

## История создания фильма
Пьеса, которая была положена в основу сценария, называлась «Мир принадлежит нам» (англ. The World Is Ours). Рабочим названием фильма было «Бегство от преступности» (англ.  Escape from Crime).
На главную роль в картине Warner Bros предполагала поставить Джорджа Рафта, но после его отказа роль досталась Богарту.
На роль Рут Картер первоначально рассматривались кандидатуры Бренды Маршалл и Нэнси Колман. Позднее в номере от 12 января 1942 года журнал «Голливуд Репортер» сообщил, после того, как Нэнси Колман заменила Оливию де Хэвилланд в фильме «Весёлые сёстры» (англ.  The Gay Sisters), роль получила Сьюзан Питерс.
В биографии Хамфри Богарта, которую написал Джеффри Майерс (англ. Jeffrey Meyers) в 1997 году, Мэннинг следующим образом вспоминала о работе с Богартом: «Он был в принципе очень серьёзным, и это не мой тип парня. Он использовал множество четырёхбуквенных слов, чем шокировал меня. И при этом он всегда был подготовлен к работе и был настоящим профессионалом, дав мне несколько хороших советов». В частности, он сказал: «Не обращай внимания на камеру, не обращай внимания на свет. Просто выходи на съёмочную площадку и произноси свой текст».
Хотя производство «Крутого парня» началось после следующего фильма Богарта «Через океан» (1942), он вышел на экраны на три месяца раньше.

## Оценка фильма критикой

### Общая оценка фильма
Как отметил Стеффан, хотя «Крутой парень» «по всем понятиям не является большим фильмом в карьере Богарта, он тем не менее был принят достаточно хорошо». Так, обозреватель «Нью-Йорк таймс» Босли Краузер дал ему позитивную оценку, назвав «живой мелодрамой». Как отметил критик, студии Warner Bros, которая имеет многолетний успешный опыт создания фильмов подобного рода, и на этот раз благодаря «остро написанному сценарию, диалогу, который полон эффектных фраз, и мрачности, а также хорошему актёрскому составу, удаётся привнести атмосферу чего-то особенного в довольно рутинную криминальную историю». Со своей стороны, рецензент журнала Variety, не особенно высоко оценил сценарий, однако отметил игру Богарта и способность режиссёра Льюиса Сейлера показать напряжённые моменты истории. По словам рецензента журнала, «несмотря на шаблонность сценария, Богарт привносит в фильм дополнительную эмоциональную сложность, которую он продемонстрировал в своём предыдущем гангстерском фильме „Высокая Сьерра“».
Как написал современный историк кино Джон Маккарти, «фильм считается одной из менее известных картин Богарта. Современные критики описывают его как невыдающийся возврат к его старым гангстерским фильмам, и, вполне вероятно, как попытку воспользоваться успехом его недавней криминальной драмы „Высокая Сьерра“ (1941)». Современный киновед Крейг Батлер заключил, что в целом «это неплохой фильм, просто его сценарий абсолютно беззуб и предсказуем. Уже в течение нескольких первых минут можно с большой степенью вероятности догадаться, о чём пойдёт речь, и вы вряд ли ошибётесь». Конечно, надо иметь в виду, что в рамках жанра «ожидается определённая мера предсказуемости, и кроме того есть условности, которые надо соблюдать». Однако, по мнению критика, «фильм заходит немного далеко в этом направлении». И всё же, как отмечает Батлер, в фильме «есть непременные жёсткие и крутые обмены репликами, и он предлагает много хороших эпизодов, а его провалы в логике, хотя и очевидны, но не так уж сильно смущают». И кроме того, «в нём есть первоклассная снежная погоня, которая очень сильна, а также очень хороший эпизод с побегом из тюрьмы».
По мнению Гелбрейта, фильм «вторичный и очень предсказуемый», и «его композиция с флэшбеком предвосхищает финал, который и так очевиден. И всё же, он сделан с таким мастерством и изяществом, что в конце концов, всё равно получается очень увлекательный и доставляющий удовольствие фильм». Гелбрейт полагает, что хотя фильм в течение многих лет находился в относительном забвении, он «заслуживает лучшей репутации, чем сейчас», когда многие критики посчитали его «шагом в неправильном направлении для Богарта поле „Высокой Сьерры“». Хотя картину часто сравнивают с гангстерскими мелодрамами 1934—1939 годов, по мнению Гедбрейта, «стилистически она однако подчёркнуто отражает уникальный стиль Warner Bros начала 1940-х годов». Так, «один из лучших аспектов картины — это стремительный и привлекательный темп повествования. Это быстрый, насыщенный экшном фильм с некоторыми выдающимися моментами». И даже «несмотря на свою предсказуемость, маловероятные совпадения и неуклюжие сюжетные повороты», это «увлекательный криминальный фильм, в котором много потрясающих эпизодов». Особенно выделяется «сцена ограбления инкассаторской машины, которая поставлена необычно жестоко по стандартам 1942 года, более напоминая гангстерский фильм эпохи до введения Кодекса Хейса», а также «опередившая своё время погоня, когда на извилистой и скользкой горной дороге Дюка и Лорну преследует патрульная машина и два копа на мотоциклах».

### Оценка актёрской игры
Краузер высоко оценил актёрскую игру в фильме, особенно выделив работу Богарта, которому удаётся «удержать своего героя от того, чтобы он выглядел крысой, кем он по сути является». Как пишет критик, «Богарт с присущим ему спокойным фатализмом и ощущением тщетности происходящего способен привнести определённое благородство в свою в остальном слабую роль». Что же касается остальных актёров, то «Айрин Мэннинг очень красива и соблазнительна в роли вечно верной бывшей подружки, а Стэнли Риджес создаёт нечто злое и изворотливое из предательского адвоката. Молодые Ричард Трэвис и Сьюзан Питерс вполне адекватны, напоминая пару несчастных детей в лесу, а Чик Чандлер, Джозеф Даунинг и Мюррей Алпер находятся на своём стандартном уровне мастерства, присущего преступникам Warner Bros».
Батлер отметил, что хотя Богарт играл подобного крутого парня уже много раз, он «по-прежнему делает это в полную силу в своём неподражаемом стиле». Айрин Мэннинг, по мнению критика, «немного разочаровывает в роли предмета любовной страсти героя, зато Сьюзан Питерс, Чик Чандлер и Стэнли Риджес справляется со своей работой хорошо».
По словам Гелбрейта, в этом фильме Богарт исполняет свою последнюю роль гангстера (хотя и не последнего своего приговорённого преступника). Киновед полагает, что «Богарт в этой роли поднимается над материалом, закладывая в неё много мысли и тем самым красиво выполняя работу, которая легко бы могла оказаться проходной». Критик также отмечает работу «Мэннинг и Риджеса, которые может быть и не столь весомы, как Лорен Бэколл или Клод Рейнс, но их игра хороша».